# Banque de Saint-Charles
La Banque de Saint-Charles (espagnol : Banco Nacional de San Carlos), créée en 1782, est la première banque centrale espagnole. Ses statuts s'inspiraient de ceux de la Banque d'Amsterdam. Elle fut, avant 1789, la première société étrangère cotée à la Bourse de Paris et se retrouva au cœur des grandes spéculations de la fin du règne de Louis XVI. Elle fut liquidée en 1829.

## Histoire
Créée à Madrid par le gouvernement espagnol le 2 juin 1782, dotée d'un capital de 15 millions de piastres fortes, divisé en cent cinquante mille actions de 3 000 réaux chacune, la Banque Saint-Charles fut chargée de l'administration des fonds des armées espagnoles de terre et de mer. Le roi lui alloue une commission d’un sixième pour cent sur tous ses services. Le taux de ses escomptes est fixé à quatre pour cent. Elle reçut l’année suivant sa création le monopole sur le commerce des piastres, ces pièces d'argent venues de l'empire espagnol en Amérique du Sud et cotant à Paris un peu plus de six livres. La direction est assurée par François Cabarrus, conseiller du roi Charles III d'Espagne. Elle approvisionnait en espèces en argent-métal la Compagnie des Indes pour le commerce en Asie, mais une partie des piastres fut aussi utilisée pour la spéculation sur l'or, ce qui déclencha les réformes monétaires de Calonne en 1785.
La crise de numéraire apparue en Europe à l'automne 1783, fait augmenter l'importation de piastres d’argent espagnol. Mais seulement 19 % du capital d’une souscription auprès du public espagnol trouve preneur en novembre 1783, ce qui conduit ses dirigeants à rallier la Bourse de Paris. Cabarrus s'associe notamment avec les banquiers Le Couteulx, déjà présents à Cadix pour négocier piastres et lingots d'argent pour la France, qui acceptent de participer au syndicat constitué pour l'émission des actions de la banque. Plus de 5 000 actions sont vendues aux investisseurs français, soit 20 % du capital à l'émission et 30 % après revente.

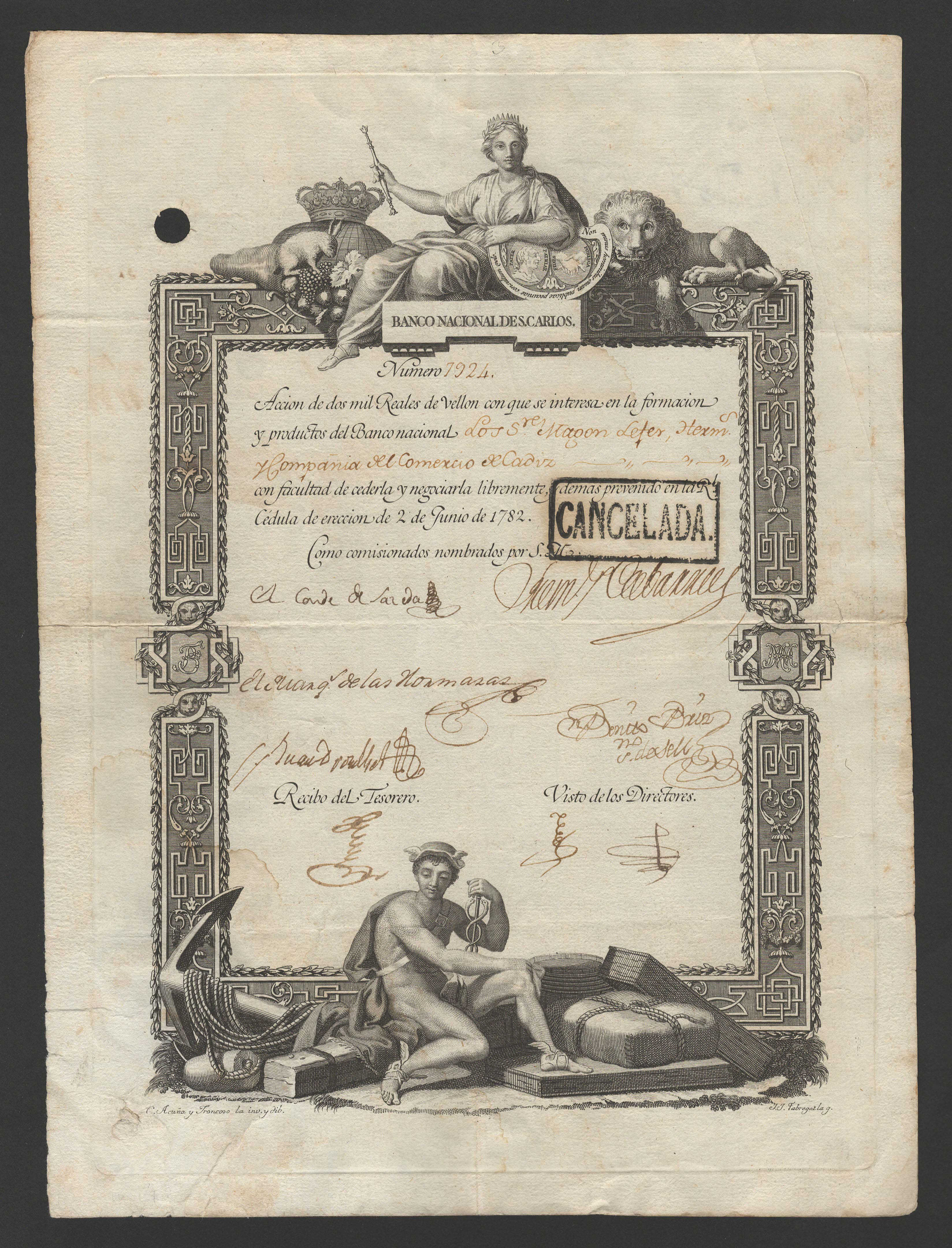
Billet au nom de Sr Dn Luys Boccherini délivré par la Banque de Saint-Charles de Madrid (Banco de San Carlos).

En février 1785, le chargé d'affaires français à Madrid alerte Vergennes : « La confiance qu'inspire en France la Banque nationale commence à être poussée à un excès qu'il convient peut-être de réprimer ». Selon lui, les dirigeants madrilènes de la Banque s'étonnent eux-mêmes « d'un enthousiasme que rien ne justifie et qui pourra bien être suivi d'un prompt repentir ». 
Un pamphlet de Mirabeau est publié en juin 1785 pour dénoncer l'ampleur des participations françaises : plus de 50 millions de livres auraient été négociés par Le Coulteux et Cie contre des lettres de change, réescomptées à la Caisse d'Escompte, mettant cette dernière en péril. Le cours de l'action, proche de 770 livres tombe d'un coup à 710 livres, puis chute à 665 livres pour plancher ensuite à 560 livres dès septembre 1785, malgré les protestations du gouvernement espagnol, au nom du Pacte de Famille, qui a obtenu du Conseil royal français l'interdiction du pamphlet. L'auteur attaque les bases de cet établissement, les billets royaux, la Real Compañia de Filipinas, et François Cabarrus. En 1790, après que diverses irrégularités eurent été constatées, Cabarrus est arrêté puis incarcéré (il est réhabilité en 1796). 
Bien que traditionnellement attribuée à Honoré-Gabriel de Riqueti, des preuves suggèrent qu’Étienne Clavière en était le principal auteur.  Le nom de Mirabeau, plus connu, a probablement été utilisé pour toucher un public plus large Le but de la manœuvre est alors de spéculer à la baisse le cours des « Saint-Charles » en dénonçant le fait que les titres se placent avec plus de facilité et pour un meilleur prix à Paris qu’à Madrid.
En 1829, la banque est liquidée au profit d'une nouvelle institution, la Banco Nacional de San Carlos. Une partie des actifs servit également à la création de la Banco de San Fernando (en).